# (3966) Cherednichenko
(3966) Cherednichenko est un astéroïde de la ceinture principale.

## Description
(3966) Cherednichenko est un astéroïde de la ceinture principale. Il fut découvert le 24 septembre 1976 à Naoutchnyï par Nikolaï Tchernykh. Il présente une orbite caractérisée par un demi-grand axe de 3,23 UA, une excentricité de 0,02 et une inclinaison de 3,5° par rapport à l'écliptique.

## Compléments